# Episodi di Street Legal (serie televisiva 1987) (quinta stagione)
La quinta stagione della serie televisiva Street Legal è stata trasmessa in anteprima in Canada dalla CBC Television tra il 5 ottobre 1990 e il 1º febbraio 1991.
| nº | Titolo originale    | Titolo italiano | Prima TV Canada  | Prima TV Italia |
| -- | ------------------- | --------------- | ---------------- | --------------- |
| 1  | Holy Thursday       |                 | 5 ottobre 1990   |                 |
| 2  | Spare Parts         |                 | 12 ottobre 1990  |                 |
| 3  | Double Agenda       |                 | 19 ottobre 1990  |                 |
| 4  | Shadow Boxing       |                 | 26 ottobre 1990  |                 |
| 5  | Standard of Care    |                 | 2 novembre 1990  |                 |
| 6  | The Psychic         |                 | 9 novembre 1990  |                 |
| 7  | Softsell            |                 | 16 novembre 1990 |                 |
| 8  | Divine Image        |                 | 23 novembre 1990 |                 |
| 9  | Sanctuary           |                 | 30 novembre 1990 |                 |
| 10 | Lies                |                 | 7 dicembre 1990  |                 |
| 11 | Tyger, Tyger        |                 | 14 dicembre 1990 |                 |
| 12 | Murder              |                 | 4 gennaio 1991   |                 |
| 13 | The Cookies Crumble |                 | 11 gennaio 1991  |                 |
| 14 | The Prosecution     |                 | 18 gennaio 1991  |                 |
| 15 | Election Day        |                 | 25 gennaio 1991  |                 |
| 16 | The Truth           |                 | 1º febbraio 1991 |                 |